# Wales
Wales  (engleski izgovor [▶] ) (vel. Cymru velški izgovor [▶]  [ˈkəm.rɨ]) je dio Ujedinjenog Kraljevstva Velike Britanije i Sjeverne Irske. Nalazi se na jugozapadu britanskog otoka i ima izlaz na Irsko more.
Wales nije politički neovisan od 1282. godine. To je keltska regija u kojoj se govori i velškim jezikom iako su keltski elementi u Engleskoj i Škotskoj gotovo iščezli.
Zaštitnik Walesa je Sveti David.

## Etimologija
Porijeklo imena vuku od anglo-saksonske riječi wealhas što znači stranac, a korijen te riječi možemo naći i u još nekoliko europskih regija gdje su germanski narodi došli u dodir s negermanskim kulturama. Tako imamo Walloniju (Valonija) u Belgiji ili Wallachiju (Vlaška) u Rumunjskoj. Slično je i s Vlasima na području Balkana.

## Geografija
Wales je smješten na jugozapadnom dijelu Britanskog otočja. Na istoku graniči s Engleskom, a na zapadu nalaze se Atlantski ocean i Irsko more. Površina iznosi 20.760 km2.
U reljefu dominira Kambrijsko gorje (najviši vrh Snowdon, 1.085 m). Pretežno uravnjeno gorje presijecaju brojne riječne doline.
Glavni i najveći grad te vodeća luka je Cardiff, dok su ostala mjesta sa statusom grada: Bangor, Newport, St David's i Swansea.

## Klima
Klima je oceanska (prosj. temp. u siječnju iznosi 6 °C, a u srpnju 16 °C).
- Najviša temperatura izmjerena je u Hawarden Bridgeu 2. kolovoza 1990.: 35.2 °C
- Najniža temperatura izmjerena je u Rhayaderu 21. siječnja 1940.: -23.3 °C

## Stanovništvo
Wales ima 2.958.876 stanovnika. oko 2/3 stanovništva živi u obalnom području. Većinu čine Velšani i Englezi. 60% odraslih stanovnika Walesa izjašnjava se kao Velšanin.
Službeni jezici u Walesu su engleski i velški. Engleski govore gotovo svi stanovnici Walesa i to je, praktički, glavni jezik. Oko 25% stanovnika priča i engleski i velški. Najveći dio govornika velškog se nalazi u brdovitom sjeverozapadu zemlje, gdje taj keltski jezik čini većinu.

## Povijest

### Pretpovijest
Najstariji tragovi naseljenosti datiraju iz paleolitika. U razdoblju 2000.-500. pr. Kr. Britansko otočje bilo je naseljeno Iberima. Oko 600. pr. Kr. naseljavaju ga Kelti koji dolaze u dva selidbena vala. U drugom valu dolaze Bretonski Kelti koji naseljavaju Englesku, Wales i škotsku ravnicu. S vremenom, Kelti svladavaju ibersko stanovništvo i nameću se kao vladajuća aristokracija.

### Rimska okupacija
Rimljani osvajaju veći dio Walesa krajem 1. stoljeća.

## Ostali projekti
|  | Zajednički poslužitelj ima stranicu o temi Wales    |
|  | Zajednički poslužitelj ima još gradiva o temi Wales |
|  | Zajednički poslužitelj sadrži atlas Walesa          |